# منتخب تايبيه الصينية تحت 17 سنة لكرة القدم
منتخب الصين تايبيه تحت 17 سنة لكرة القدم (بالصينية: 中華台北U16足球代表隊)، هي منتخب قومي لكرة القدم لمن يلعب تحت سن 17 سنة في تايوان، لم تحقق الصين تايبيه في الوصول إلى نهائيات كأس آسيا تحت 17 سنة.

## سجل التنافس

### كأس العالم تحت 17 سنة لكرة القدم
| سجل كأس العالم تحت 17 سنة لكرة القدم | سجل كأس العالم تحت 17 سنة لكرة القدم | سجل كأس العالم تحت 17 سنة لكرة القدم | سجل كأس العالم تحت 17 سنة لكرة القدم | سجل كأس العالم تحت 17 سنة لكرة القدم | سجل كأس العالم تحت 17 سنة لكرة القدم | سجل كأس العالم تحت 17 سنة لكرة القدم | سجل كأس العالم تحت 17 سنة لكرة القدم | سجل كأس العالم تحت 17 سنة لكرة القدم |
| السنة                                | النتيجة                              | المركز                               | لعب                                  | فاز                                  | تعادل                                | خسر                                  | له                                   | عليه                                 |
| ------------------------------------ | ------------------------------------ | ------------------------------------ | ------------------------------------ | ------------------------------------ | ------------------------------------ | ------------------------------------ | ------------------------------------ | ------------------------------------ |
| 1985                                 | لم يتأهل                             | لم يتأهل                             | لم يتأهل                             | لم يتأهل                             | لم يتأهل                             | لم يتأهل                             | لم يتأهل                             | لم يتأهل                             |
| 1987                                 | لم يتأهل                             | لم يتأهل                             | لم يتأهل                             | لم يتأهل                             | لم يتأهل                             | لم يتأهل                             | لم يتأهل                             | لم يتأهل                             |
| 1989                                 | لم يتأهل                             | لم يتأهل                             | لم يتأهل                             | لم يتأهل                             | لم يتأهل                             | لم يتأهل                             | لم يتأهل                             | لم يتأهل                             |
| 1991                                 | لم يشارك                             | لم يشارك                             | لم يشارك                             | لم يشارك                             | لم يشارك                             | لم يشارك                             | لم يشارك                             | لم يشارك                             |
| 1993                                 | انسحب                                | انسحب                                | انسحب                                | انسحب                                | انسحب                                | انسحب                                | انسحب                                | انسحب                                |
| 1995                                 | لم يتأهل                             | لم يتأهل                             | لم يتأهل                             | لم يتأهل                             | لم يتأهل                             | لم يتأهل                             | لم يتأهل                             | لم يتأهل                             |
| 1997                                 | لم يتأهل                             | لم يتأهل                             | لم يتأهل                             | لم يتأهل                             | لم يتأهل                             | لم يتأهل                             | لم يتأهل                             | لم يتأهل                             |
| 1999                                 | لم يتأهل                             | لم يتأهل                             | لم يتأهل                             | لم يتأهل                             | لم يتأهل                             | لم يتأهل                             | لم يتأهل                             | لم يتأهل                             |
| 2001                                 | لم يتأهل                             | لم يتأهل                             | لم يتأهل                             | لم يتأهل                             | لم يتأهل                             | لم يتأهل                             | لم يتأهل                             | لم يتأهل                             |
| 2003                                 | لم يتأهل                             | لم يتأهل                             | لم يتأهل                             | لم يتأهل                             | لم يتأهل                             | لم يتأهل                             | لم يتأهل                             | لم يتأهل                             |
| 2005                                 | لم يتأهل                             | لم يتأهل                             | لم يتأهل                             | لم يتأهل                             | لم يتأهل                             | لم يتأهل                             | لم يتأهل                             | لم يتأهل                             |
| 2007                                 | لم يتأهل                             | لم يتأهل                             | لم يتأهل                             | لم يتأهل                             | لم يتأهل                             | لم يتأهل                             | لم يتأهل                             | لم يتأهل                             |
| 2009                                 | لم يتأهل                             | لم يتأهل                             | لم يتأهل                             | لم يتأهل                             | لم يتأهل                             | لم يتأهل                             | لم يتأهل                             | لم يتأهل                             |
| 2011                                 | لم يتأهل                             | لم يتأهل                             | لم يتأهل                             | لم يتأهل                             | لم يتأهل                             | لم يتأهل                             | لم يتأهل                             | لم يتأهل                             |
| 2013                                 | لم يتأهل                             | لم يتأهل                             | لم يتأهل                             | لم يتأهل                             | لم يتأهل                             | لم يتأهل                             | لم يتأهل                             | لم يتأهل                             |
| 2015                                 | لم يتأهل                             | لم يتأهل                             | لم يتأهل                             | لم يتأهل                             | لم يتأهل                             | لم يتأهل                             | لم يتأهل                             | لم يتأهل                             |
| 2017                                 | لم يتأهل                             | لم يتأهل                             | لم يتأهل                             | لم يتأهل                             | لم يتأهل                             | لم يتأهل                             | لم يتأهل                             | لم يتأهل                             |
| 2019                                 | لم يتأهل                             | لم يتأهل                             | لم يتأهل                             | لم يتأهل                             | لم يتأهل                             | لم يتأهل                             | لم يتأهل                             | لم يتأهل                             |
| الاجمالي                             | 0/18                                 | 0 فوز                                | 0                                    | 0                                    | 0                                    | 0                                    | 0                                    | 0                                    |

### بطولة آسيا للناشئين تحت 16 عاما
| سجل بطولة آسيا للناشئين تحت 16 عاما | سجل بطولة آسيا للناشئين تحت 16 عاما | سجل بطولة آسيا للناشئين تحت 16 عاما | سجل بطولة آسيا للناشئين تحت 16 عاما | سجل بطولة آسيا للناشئين تحت 16 عاما | سجل بطولة آسيا للناشئين تحت 16 عاما | سجل بطولة آسيا للناشئين تحت 16 عاما | سجل بطولة آسيا للناشئين تحت 16 عاما | سجل بطولة آسيا للناشئين تحت 16 عاما |
| السنة                               | النتيجة                             | المركز                              | لعب                                 | فاز                                 | تعادل                               | خسر                                 | له                                  | عليه                                |
| ----------------------------------- | ----------------------------------- | ----------------------------------- | ----------------------------------- | ----------------------------------- | ----------------------------------- | ----------------------------------- | ----------------------------------- | ----------------------------------- |
| 1992                                | انسحب                               | انسحب                               | انسحب                               | انسحب                               | انسحب                               | انسحب                               | انسحب                               | انسحب                               |
| 1994                                | لم يشارك                            | لم يشارك                            | لم يشارك                            | لم يشارك                            | لم يشارك                            | لم يشارك                            | لم يشارك                            | لم يشارك                            |
| 1996                                | لم يتأهل                            | لم يتأهل                            | لم يتأهل                            | لم يتأهل                            | لم يتأهل                            | لم يتأهل                            | لم يتأهل                            | لم يتأهل                            |
| 1998                                | لم يتأهل                            | لم يتأهل                            | لم يتأهل                            | لم يتأهل                            | لم يتأهل                            | لم يتأهل                            | لم يتأهل                            | لم يتأهل                            |
| 2000                                | لم يتأهل                            | لم يتأهل                            | لم يتأهل                            | لم يتأهل                            | لم يتأهل                            | لم يتأهل                            | لم يتأهل                            | لم يتأهل                            |
| 2002                                | لم يتأهل                            | لم يتأهل                            | لم يتأهل                            | لم يتأهل                            | لم يتأهل                            | لم يتأهل                            | لم يتأهل                            | لم يتأهل                            |
| 2004                                | لم يتأهل                            | لم يتأهل                            | لم يتأهل                            | لم يتأهل                            | لم يتأهل                            | لم يتأهل                            | لم يتأهل                            | لم يتأهل                            |
| 2006                                | لم يتأهل                            | لم يتأهل                            | لم يتأهل                            | لم يتأهل                            | لم يتأهل                            | لم يتأهل                            | لم يتأهل                            | لم يتأهل                            |
| 2008                                | لم يتأهل                            | لم يتأهل                            | لم يتأهل                            | لم يتأهل                            | لم يتأهل                            | لم يتأهل                            | لم يتأهل                            | لم يتأهل                            |
| 2010                                | لم يتأهل                            | لم يتأهل                            | لم يتأهل                            | لم يتأهل                            | لم يتأهل                            | لم يتأهل                            | لم يتأهل                            | لم يتأهل                            |
| 2012                                | لم يتأهل                            | لم يتأهل                            | لم يتأهل                            | لم يتأهل                            | لم يتأهل                            | لم يتأهل                            | لم يتأهل                            | لم يتأهل                            |
| 2014                                | لم يتأهل                            | لم يتأهل                            | لم يتأهل                            | لم يتأهل                            | لم يتأهل                            | لم يتأهل                            | لم يتأهل                            | لم يتأهل                            |
| 2016                                | لم يتأهل                            | لم يتأهل                            | لم يتأهل                            | لم يتأهل                            | لم يتأهل                            | لم يتأهل                            | لم يتأهل                            | لم يتأهل                            |
| 2018                                | لم يتأهل                            | لم يتأهل                            | لم يتأهل                            | لم يتأهل                            | لم يتأهل                            | لم يتأهل                            | لم يتأهل                            | لم يتأهل                            |
| الاجمالي                            | 0/14                                | 0 فوز                               | 0                                   | 0                                   | 0                                   | 0                                   | 0                                   | 0                                   |

### كأس أوقيانوسيا للأمم تحت 17 سنة
| سجل كأس أوقيانوسيا للأمم تحت 17 سنة | سجل كأس أوقيانوسيا للأمم تحت 17 سنة | سجل كأس أوقيانوسيا للأمم تحت 17 سنة | سجل كأس أوقيانوسيا للأمم تحت 17 سنة | سجل كأس أوقيانوسيا للأمم تحت 17 سنة | سجل كأس أوقيانوسيا للأمم تحت 17 سنة | سجل كأس أوقيانوسيا للأمم تحت 17 سنة | سجل كأس أوقيانوسيا للأمم تحت 17 سنة | سجل كأس أوقيانوسيا للأمم تحت 17 سنة |
| السنة                               | النتيجة                             | المركز                              | لعب                                 | فاز                                 | تعادل                               | خسر                                 | له                                  | عليه                                |
| ----------------------------------- | ----------------------------------- | ----------------------------------- | ----------------------------------- | ----------------------------------- | ----------------------------------- | ----------------------------------- | ----------------------------------- | ----------------------------------- |
| 1983                                | المركز الثالث                       | الثالث                              | 5                                   | 2                                   | 1                                   | 2                                   | 11                                  | 4                                   |
| 1986                                | المركز الثالث                       | الثالث                              | 4                                   | 2                                   | 0                                   | 2                                   | 5                                   | 6                                   |
| 1989                                | المركز الثالث                       | الثالث                              | 4                                   | 2                                   | 0                                   | 2                                   | 23                                  | 5                                   |
| الاجمالي                            | 3/3                                 | 0 فوز                               | 13                                  | 6                                   | 1                                   | 6                                   | 39                                  | 15                                  |

## مصدر
1. ↑  China Taipei - Chinese Taipei Under 16 - Resultados, próximos partidos, equipo, estadísticas, fotos, videos y noticias - Soccerway نسخة محفوظة 10 يوليو 2017 على موقع واي باك مشين.

## وصلة خارجية
الموقع الرسمي
 (بالصينية)